# Rubenilson dos Santos da Rocha
Rubenilson dos Santos da Rocha, meglio noto come Kanu (Salvador, 23 settembre 1987), è un calciatore brasiliano, centrocampista del Zelzate.

## Biografia
Nato a Salvador de Bahia nel nord del Brasile, a 13 anni si trasferì a Barueri, vicino a San Paolo, per cercare di diventare un calciatore professionista nel sud del paese. Non furono poche le occasioni in cui il giovane fu costretto a dormire per strada: infatti è stato famoso per resistere ai pericoli delle strade di San Paolo, ricorda spesso Philippe Colin, che l'aveva individuato grazie alla consulenza di Pawel, collaboratore dell'Anderlecht in Brasile. Il suo soprannome Kanu deriva dalla somiglianza con il famoso calciatore nigeriano Nwankwo Kanu quando era giovane.
Ha una moglie, Irlanda, e una figlia, Iandara.

## Caratteristiche tecniche
Dopo l'infortunio e l'indisponibilità di diverse pedine importanti del centrocampo viola (Mbark Boussoufa, Lucas Biglia, Jan Polák, e Cheikhou Kouyaté), Kanu ha trovato spazio.
Il suo ruolo è quello di centrocampista mediano: tuttavia lo staff tecnico e compagni di squadra lo richiamano abbastanza, anche se sa che deve migliorare il possesso di palla e semplificare il proprio gioco. Secondo Herman Van Holsbeeck ha tutto per assumere il ruolo di Jelle Van Damme, ma il suo più grande problema sta nel fatto che vuole mostrare le sue qualità.

## Carriera

### Club

#### Brasile e Anderlecht
Dopo aver giocato in Brasile con Barueri (4 partite e 0 reti) e Juventus-SP tra il 2006 e il 2008 dopo esser stato notato dagli osservatori dell'Anderlecht in Brasile viene acquistato dai viola nell'estate del 2008 dalla Juventus di San Paolo. Esordisce con la maglia dei viola il 30 luglio 2008 in Anderlecht-BATE Borisov 1-2, partita del secondo turno di Champions League. Anche a causa di un infortunio al ginocchio che gli preclude buona parte dell'inizio di stagione, gioca solo un incontro di campionato. Il 24 dicembre 2008 è ufficializzato il prestito di Kanu al Cercle Bruges per il resto della stagione. Con il Cercle Bruges disputa 13 partite senza andare in gol, giocando una buona stagione. In estate torna ad Anderlecht.
Nella stagione 09-10 gioca 21 partite di cui solo 8 partendo da titolare. In questa stagione realizza una rete e vince l'accoppiata campionato-Supercoppa.
Nel 2011 si ritaglia degli spazi in Champions giocando TNS-Anderlecht 1-3 e Partizan-Anderlecht 2-2.
In Europa League disputa tre partite contro AEK (andata e ritorno) e Zenit segnando il gol della bandiera a San Pietroburgo. L'avventura della squadra belga si fermerà contro l'Ajax ai trentaduesimi.
Esordisce in campionato contro l'Eupen 4-1. Il 21 agosto 2010 realizza la prima rete contro il Lokeren a Lokeren 0-3. A novembre realizza due reti decisive in due settimane contro il Gent a Gand (1-2) e contro il Germinal ad Anversa 0-1. Il 5 febbraio 2011 torna al gol contro il Sint-Truident 2-0.

## Palmarès

### Club

#### Competizioni statali
- Campeonato Paulista Série A2: 1

Barueri: 2006

#### Competizioni nazionali
- Campionato belga: 3

Anderlecht: 2009-2010, 2011-2012, 2012-2013
- Supercoppa del Belgio: 2

Anderlecht: 2010, 2012